# Coordinadora de Ball de Bastons de Catalunya
La Coordinadora de Ball de Bastons de Catalunya és una entitat d'àmbit nacional creada l'any 1985 que té com a finalitat la promoció, difusió i preservació del ball de bastons, una dansa tradicional catalana de caràcter popular i festiu. L'organització aplega les colles bastoneres d'arreu del país i treballa per fomentar-ne l'activitat, garantir-ne la continuïtat i impulsar projectes relacionats amb la recerca i la divulgació d'aquest patrimoni cultural immaterial.
El ball de bastons és considerat una de les danses més antigues que es conserven a Catalunya i, històricament, havia estat ballat exclusivament per homes. Tanmateix, a partir de finals dels anys seixanta, s'hi van començar a incorporar les dones, que avui dia hi estan plenament integrades.
L'any 2025, la Coordinadora aglutina bona part de Ball de Bastons Catalans, tot i que en molts municipis hi ha agrupacions bastoneres que només tenen activitat puntual, generalment associada a festes locals o esdeveniments concrets. Entre els principals objectius de la Coordinadora hi ha l'organització d'actes culturals i folklòrics de caràcter bastoner, la promoció de trobades, intercanvis i formacions, així com la defensa i promoció de la cultura popular catalana en el marc de les tradicions pròpies del país.
La Coordinadora es va constituir l'any 1985, amb l'objectiu de donar visibilitat i cohesió al moviment bastoner català. Tot i que el ball de bastons té segles d'història, la necessitat d'una organització que agrupés totes les colles es va fer evident a partir de l'augment de grups i trobades bastoneres arreu del territori.
La Coordinadora organitza i col·labora en nombroses activitats durant l'any, de les quals, la més important és la Trobada Nacional de Ball de Bastons. Aquesta és la festa bastonera anual més important de Catalunya, que consisteix a aplegar i agermanar en una jornada festiva la majoria de les colles i el món bastoner en general a una població de Catalunya. La primera edició es va realitzar a Santa Maria d'Oló (Moianès) el 6 de juny de 1976 i des d'aleshores que de forma ininterrompuda s'ha celebrat cada any en diverses poblacions del principat.